# 캐번디시 바나나

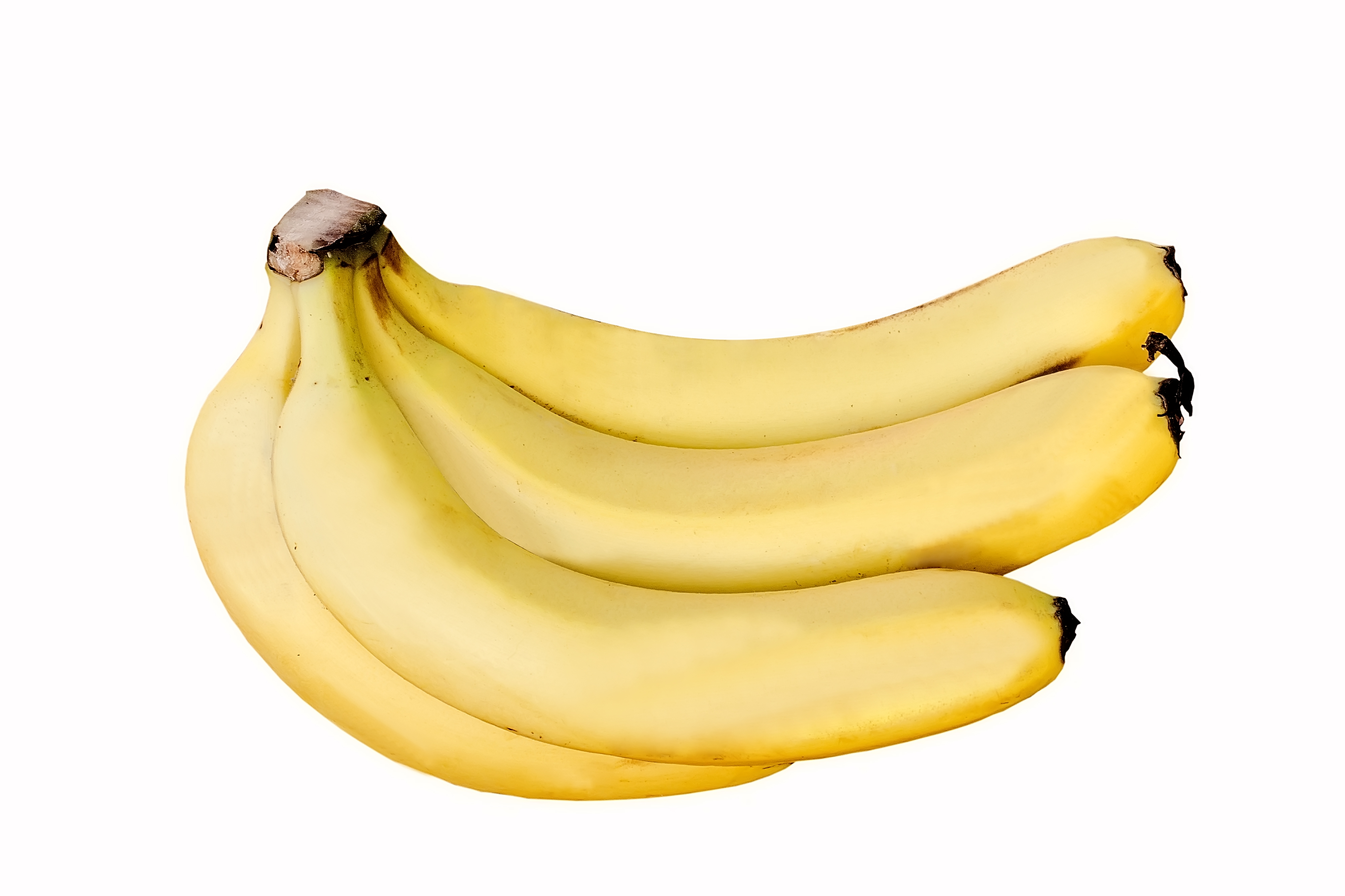
캐번디시 바나나

드워프 캐번디시 바나나(Dwarf Cavendish banana, 또는 간단히 캐번디시 바나나(Cavendish banana))는 원래 베트남과 중국에서 유래한 바나나 재배품종이다. 1950년대 파나마병으로 그로 미셸(Gros Michel) 품종이 위험에 처하면서 그로 미셸을 대체할 바나나 품종으로써 선택되었다.

## 특징

### 외형
어린 잎에는 붉은 반점이 있는 경우가 많으며, 반점은 자라면서 사라지기도 한다. 헛줄기의 키는 1.8에서 2.4미터 정도이다. 꽃차례는 자색이며, 한 번에 최대 90개 정도의 열매를 맺는다.

### 열매

#### 외형
열매는 초록이며, 후숙되면서 노랗게 되고 갈색 반점이 생긴다. 껍질은 얇은 편이며, 지나치게 후숙될 시 껍질이 갈색으로 변하고 속살이 무른다.

#### 맛
약간 끈적끈적하며 단맛이 난다.

#### 열매에 대한 평가
많은 사람들이 캐번디시 바나나의 맛이 그로 미셸이나 모라도(Morado)와 같은 다른 품종들보다 떨어진다고 주장한다.

## 재배
조직 배양된 개체를 키우거나 구근을 통해 증식한다. 한 구근에서 수많은 작은 개체들이 나와 모여 있는 것을 "매트(Mat)"라고 한다.

### 수확
식물체에 매달린 채로 익으면 껍질이 터질 확률이 크기 때문에, 다 익기 전에 수확하여 에틸렌 가스로 후숙시킨다. 공업용 에틸렌 가스 대신 사과 등과 함께 두어도 된다.

## 같이 보기
- 파초속